# Christopher Rich
Christopher Rich Wilson (* 16. září 1953, Dallas, Texas, USA) je americký herec, který se asi nejvíc do povědomí českých diváků dostal díky roli v televizním sitcomu Deník zasloužilé matky.

## Osobní život
Během let 1982 a 1996 byl ženatý s Nancy Frangione. Od roku 2003 je ženatý s Ewou Jesionowskou, finalistkou Miss Polsko 1982 a bývalou gymnastkou, které se zúčastnila letní olympiády v Moskvě. Mají spolu dvě dcery Lily a Daisy Rich a adoptovanou dceru Mariel Rich. V roce 2015 se jeho žena a dvě dcery objevily v prvních dvou řadách polské reality show Zony Hollywood, inspirované americkou verzí The Real Housewives.

## Filmografie

### Film
| Rok  | Název                      | Role                        | Poznámky            |
| ---- | -------------------------- | --------------------------- | ------------------- |
| 1989 | Prisoners of Inertia       | Dave                        |                     |
| 1991 | Let vetřelce               | Lt. Morgan 'Morg' McPherson |                     |
| 1993 | Klub šťastných žen         | Rich                        |                     |
| 1997 | Critics and Other Freaks   | Sandy                       |                     |
| 2014 | Rawdon's Roof              | Joe Bradley                 | krátkometrážní film |
| 2016 | Light on Sunshine          | Rocky                       | krátkometrážní film |
| 2016 | Cassidy Way                | Donald                      |                     |
| 2017 | Anabolic Life              | Dr. Williams                |                     |
| 2017 | Christmas in the Heartland | Bob Gentry                  |                     |
| 20?? | Land of the Free           | Kirk Davis                  |                     |

### Televize
| Rok     | Název                                     | Role                 | Poznámky                                                    |
| ------- | ----------------------------------------- | -------------------- | ----------------------------------------------------------- |
| 1981–82 | Another World                             | Sandy Cory           | vedlejší role, 7 dílů                                       |
| 1985    | The Recovery Room                         | Dr. Russell Sears    | TV film                                                     |
| 1987    | Sweet Surrender                           | Vaughn Parker        | díl: „Where There's a Will...“                              |
| 1987–88 | The Charmings                             | Eric Charming        | hlavní role, 21 dílů                                        |
| 1988    | Smart Guys                                | Ned                  |                                                             |
| 1989    | Hound Town                                | Napoleon (hlas)      | TV film                                                     |
| 1989    | Pobřežní hlídka                           | Derrick Benton       | díl: „The Drowning Pool“                                    |
| 1989–97 | Murphy Brown                              | Miller Redfield      | vedlejší role, 22 dílů                                      |
| 1990    | Empty Nest                                | John                 | díl: „Complainin' in the Rain“                              |
| 1990    | Archie: To Riverdale and Back Again       | Archie Andrews       | TV film                                                     |
| 1990    | Married People                            | Ned                  | díl: „To Live and Drive in New York“                        |
| 1991    | Polda na zabití                           | Scott Faul           | TV film                                                     |
| 1991    | The Gambler Returns: The Luck of the Draw | Lute Cantrell        | TV film                                                     |
| 1992    | Sibs                                      | Sean                 | vedlejší role, 4 díly                                       |
| 1993    | Almost Home                               | Jim Morgan           | díl: „Winner Take Millicent“                                |
| 1993    | Snílek                                    | Mark                 | díl: „A Midsummer Night's Dream On“                         |
| 1993    | Dobrodružství Brisco Countyho             | Doc McCoy            | díl: „A.K.A. Kansas“                                        |
| 1994–95 | The George Carlin Show                    | Dr. Neil Beck        | hlavní role,27 dílů                                         |
| 1995    | Chůva k pohledání                         | Kurt Jacobs          | díl: „A Fine Friendship“                                    |
| 1995    | The Client                                | Dan Goodwin          | díl: „The Way Things Never Were“                            |
| 1996    | Odpadlík                                  | Ted Fisher           | díl: „No Place Like Home“                                   |
| 1996    | Pan a paní Smithovi                       | Mr. Jones            | díl: „The Impossible Mission Episode“                       |
| 1996    | Hope and Gloria                           | Dr. Ben Shipley      | díl: „Tainted Love“                                         |
| 1996    | The Louie Show                            | Bob                  | díl: „A Brush with Bob“                                     |
| 1996–98 | Detektiv Nash Bridges                     | Agent David Katz     | 3 díly                                                      |
| 1997    | Life... and Stuff'                        | Chuck Metcalf        | díl: „Life... and Fisticuffs“                               |
| 1998    | Správná Susan                             | Rep. Francis Shafer  | díl: „A Tale of Two Pants: Parts 1 & 2“                     |
| 1998    | Alright Already                           | Lowell               | 2 díly                                                      |
| 1998    | The Tony Danza Show                       | Kyle Wentworth       | díl: „Sue You“                                              |
| 1999    | Loď lásky                                 | Matt                 | díl: „Divorce, Downbeat and Distemper“                      |
| 1999    | Sabrina – mladá čarodějnice               | John                 | díl: „Love Means Having to Say You're Sorry“                |
| 2000    | Pohotovost                                | Ron Perth            | díl: „Be Patient“                                           |
| 2000    | Going Home                                | Jack                 | TV film                                                     |
| 2001    | The Lone Gunmen                           | Jefferson            | díl: „Three Men and a Smoking Diaper“                       |
| 2001–07 | Deník zasloužilé matky                    | Brock Hart           | hlavní role, 122 dílů                                       |
| 2004    | Fatherhood                                | Mr. Tremblay (hlas)  | díl: „Balancing the Books“                                  |
| 2005–08 | Kauzy z Bostonu                           | Melvin Palmer        | vedlejší role, 6 dílů                                       |
| 2007    | The Wedding Bells                         | Johnny Kad           | díl: „Fools in Love“                                        |
| 2009    | Kriminálka Las Vegas                      | trenér Jimmy Miller  | díl: „Krvavý sport“                                         |
| 2009–10 | Zoufalé manželky                          | Bruce                | díly: „Lež má krátké nohy“ a „Všichni si zasloužíme zemřít“ |
| 2010–15 | Melissa a Joey                            | Russell Burke        | vedlejší role, 8 dílů                                       |
| 2011    | Na parket!                                | starosta Bartlett    | díl: „Rozleť se“                                            |
| 2011    | My Freakin' Family                        | Gary                 | TV film                                                     |
| 2012    | Manžel k pohledání                        | Frank Harmon         | díl: „Školní sraz“                                          |
| 2012    | Animal Practice                           | Jack Jackson         | díl: „Turkey Jerky“                                         |
| 2012    | Rizzoli & Isles: Vraždy na pitevně        | detektiv Rich Gibson | díl: „Virtuální láska“                                      |
| 2013    | Vánoční výlet                             | Roger                | TV film                                                     |
| 2014    | Swallow Your Bliss                        | Martin               | díl: „Pilot“                                                |